# Ure
Urea là một hợp chất hữu cơ của carbon, nitơ, oxy và hydro, với công thức CON2H4 hay (NH2)2CO và cấu trúc chỉ ra ở bên phải.
Urea còn được biết đến như là carbamide, đặc biệt là trong tên gọi sử dụng ở châu Âu theo các tên gọi không đăng ký quốc tế được khuyến cáo (rINN).
Trong một số động vật, các phân tử urea được tạo ra từ carbon dioxide, nước, muối aspartat và amonia trong quá trình trao đổi chất được biết đến như là chu trình urea - một chu trình đồng hóa. Sự tiêu hao năng lượng này là cần thiết do amonia, một chất thải phổ biến trong quá trình trao đổi chất, là một chất độc và cần được trung hòa. Việc sản xuất urea diễn ra trong gan và dưới sự điều chỉnh của N-axetylglutamat. Các động vật sống dưới nước không sản sinh ra urea; khi sống trong môi trường nhiều nước, chúng chỉ đơn giản là thải amonia ngay lập tức khi nó vừa được tạo ra. Các loài chim, với sự hạn chế hơn nhiều so với các động vật khác trong tiêu thụ nước, tạo ra acid uric, một hợp chất ít độc hại hơn urea. Cơ thể người sản xuất ra ít acid uric do kết quả của sự phân hủy purin, do việc sản xuất acid uric dư thừa có thể dẫn đến một loại chứng viêm khớp gọi là bệnh gút.

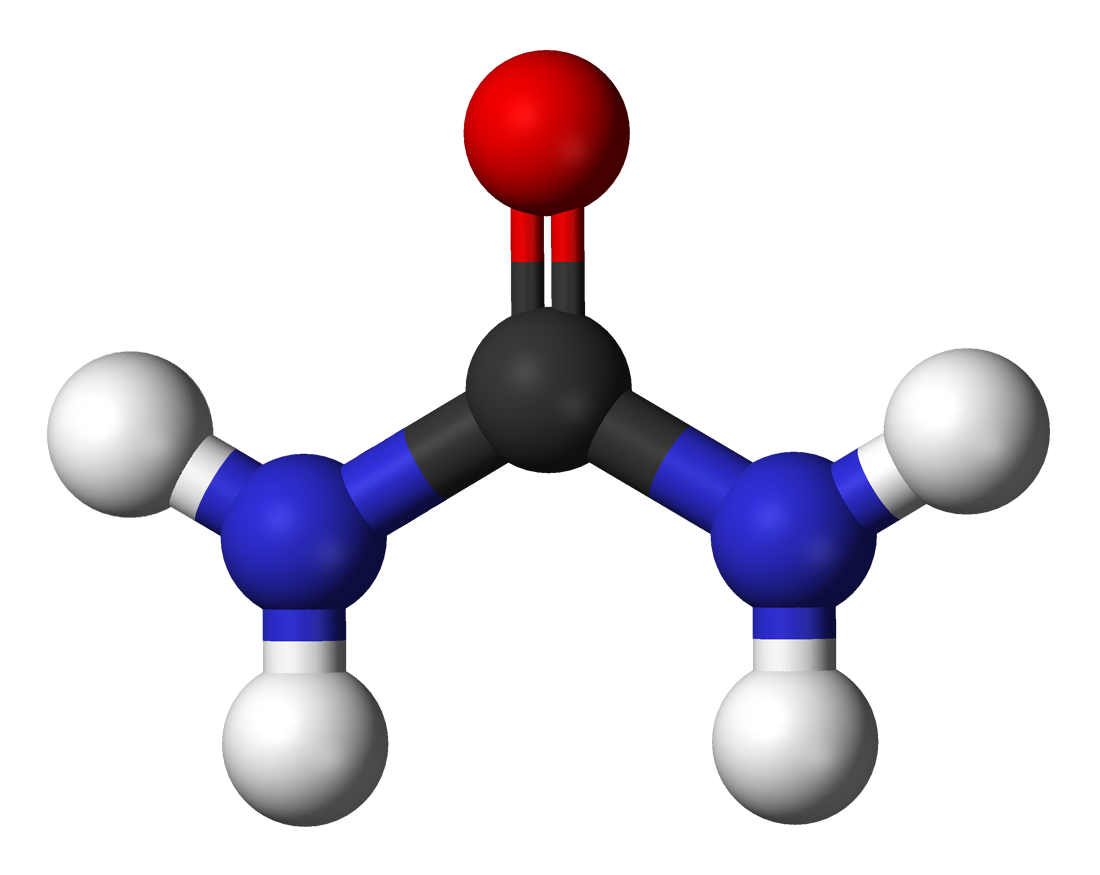
Phân tử Urea

## Phát hiện
Urea được Hilaire Rouelle phát hiện năm 1773. Nó là hợp chất hữu cơ được tổng hợp nhân tạo đầu tiên từ các chất vô cơ, được Friedrich Woehler thực hiện vào năm 1828 bằng cách cho kali cyanide phản ứng với amoni sulfat.
Điều này đã bác bỏ thuyết cho rằng các chất hóa học trong cơ thể sinh vật về cơ bản là khác hẳn các hóa chất không có gốc sinh vật, giáng một đòn mạnh vào thuyết duy tâm và mở đầu cho ngành khoa học về hóa hữu cơ.

## Sử dụng công nghiệp
Trong công nghiệp urea được sử dụng để:
- Nguyên liệu cho sản xuất chất dẻo, đặc biệt là nhựa urea-formaldehyde.
- Như là một thành phần của phân hóa học và chất bổ sung vào thức ăn cho động vật, nó cung cấp một nguồn đạm cố định tương đối rẻ tiền để giúp cho sự tăng trưởng.
- Như là chất thay thế cho muối (NaCl) trong việc loại bỏ băng hay sương muối của lòng đường hay đường băng sân bay. Nó không gây ra hiện tượng ăn mòn kim loại như muối.
- Như là một thành phần bổ sung trong thuốc lá, nó được thêm vào để tăng hương vị.
- Đôi khi được sử dụng như là chất tạo màu nâu vàng trong các xí nghiệp sản xuất bánh quy.
- Như là một thành phần của một số dầu dưỡng tóc, sữa rửa mặt, dầu tắm và nước thơm.
- Nó cũng được sử dụng như là chất phản ứng trong một số gạc lạnh sử dụng để sơ cứu, do phản ứng thu nhiệt tạo ra khi trộn nó với nước.
- Thành phần hoạt hóa để xử lý khói thải từ động cơ diesel (AdBlue).

## Sử dụng trong phòng thí nghiệm
Urea là một chất biến tính protein mạnh. Thuộc tính này có thể khai thác để làm tăng độ hòa tan của một số protein. Vì tính chất này, nó được sử dụng trong các dung dịch đặc tới 10M.

## Sử dụng y học

### Thuốc
Urea được sử dụng trong các sản phẩm da liễu cục bộ để giúp cho quá trình tái hydrat hóa của da.

### Chẩn đoán sinh lý học

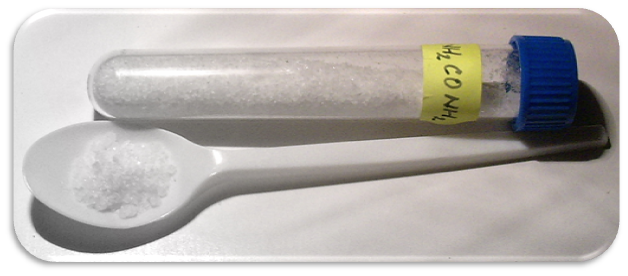
Mẫu urea

Do urea được sản xuất và bài tiết khỏi cơ thể với một tốc độ gần như không đổi, nồng độ urea cao trong máu chỉ ra vấn đề với sự bài tiết nó hoặc trong một số trường hợp nào đó là sự sản xuất quá nhiều urea trong cơ thể.
Nguyên nhân phổ biến của bệnh ure huyết là các vấn đề về hệ tiết niệu. Nó được lấy thông số cùng với creatinin để chỉ ra các vấn đề trực tiếp liên quan tới thận (ví dụ: hư thận mãn tính) hay các vấn đề thứ cấp như chứng giảm hoạt động tuyến giáp.
Nồng độ urea cũng có thể tăng trong một số rối loạn máu ác tính (ví dụ bệnh bạch cầu và bệnh Kahler).
Nồng độ cao của urea (uremia) có thể sinh ra các rối loạn thần kinh (bệnh não). Thời gian dài bị uremia có thể làm đổi màu da sang màu xám.

### Sử dụng trong chẩn đoán khác
Các loại urea chứa carbon-14 - đồng vị phóng xạ, hay carbon-13 - đồng vị ổn định) được sử dụng trong xét nghiệm thở urea, được sử dụng để phát hiện sự tồn tại của Helicobacter pylori (H. pylori, một loại vi khuẩn) trong dạ dày và tá tràng người. Xét nghiệm này phát hiện enzym urease đặc trưng, được H. pylori sản xuất ra theo phản ứng để tạo ra amonia từ urea để làm giảm độ pH của môi trường trong dạ dày xung quanh vi khuẩn.
Các loài vi khuẩn tương tự như H. pylori cũng có thể được xác định bằng cùng một phương pháp xét nghiệm đối với động vật (khỉ, chó, mèo -bao gồm cả các loại "mèo lớn" như hổ, báo, sư tử v.v).

## Sử dụng trong nông nghiệp

### Phân đạm
Phân đạm urea, có công thức hoá học là (NH2)2CO. Phân đạm có vai trò rất quan trọng đối với cây trồng và thực vật nói chung, đặc biệt là cây lấy lá như rau. Phân đạm cùng với phân lân, phân kali góp phần tăng năng suất cho cây trồng.
Trong tự nhiên, phân đạm tồn tại trong nước tiểu của các loài động vật và con người. Trong công nghiệp, phân đạm được sản xuất bằng khí thiên nhiên hoặc than đá.
Quy trình đơn giản của quá trình tổng hợp phân đạm (công nghệ Snampogetti của Ý):
- N2 + H2 (xúc tác, nhiệt độ, áp suất) ↔ NH3
- NH3 + CO2 (xúc tác, nhiệt độ, áp suất) ↔ (NH2)2CO[19]

Tại Việt Nam, nhu cầu phân đạm hàng năm khoảng 2 triệu tấn. Trước đây phải nhập khẩu hoàn toàn. Hiện tại, Việt Nam đã có các nhà máy sản xuất phân đạm: nhà máy phân đạm Hà Bắc thuộc tỉnh Bắc Giang sử dụng than đá làm nguyên liệu, công suất 100.000 tấn/năm; nhà máy phân đạm Phú Mỹ tại Khu công nghiệp Phú Mỹ tỉnh Bà Rịa-Vũng Tàu sử dụng khí thiên nhiên làm nguyên liệu, có công suất 800.000 tấn/năm. Các nhà máy đang được triển khai thiết kế hoặc xây dựng: nhà máy phân đạm Cà Mau thuộc Dự án Khí - Điện - Đạm Cà Mau có công suất 800.000 tấn năm (đang đấu thầu xây dựng); nhà máy phân đạm Ninh Bình và nhà máy phân đạm Dung Quất (đang lập dự án).

### Tác dụng của phân đạm
Kích thích quá trình sinh trưởng của cây.
Làm tăng tỉ lệ protêin thực vật
Cây phát triển nhanh, cho nhiều củ hoặc quả.
Sử dụng như là một phối tử
Urea cũng đóng vai trò như là một phối tử như amonia, hydrazin. Chẳng hạn, luteti(III) bromide tetraurea (LuBr3.4CO(NH2)2.4H2O) là chất rắn màu hồng nhạt.